# Las Médulas
Pour l’article homonyme, voir Las Médulas (localité).
Las Médulas est un relief formé de sables rougeâtres et peuplé de châtaigniers et chênes verts situé dans la comarque du Bierzo, dans la Province de León en Espagne. Ce paysage s'est constitué à partir des monts anciens du Medilianum.
Cette région aurifère a été exploitée par les Romains dès le Ier siècle av. J.-C., jusqu'au IIIe siècle. Cet établissement de relativement longue durée transforma profondément le paysage.
Le site de Las Médulas a été inscrit sur la liste du patrimoine mondial de l'UNESCO en 1997.

## Histoire

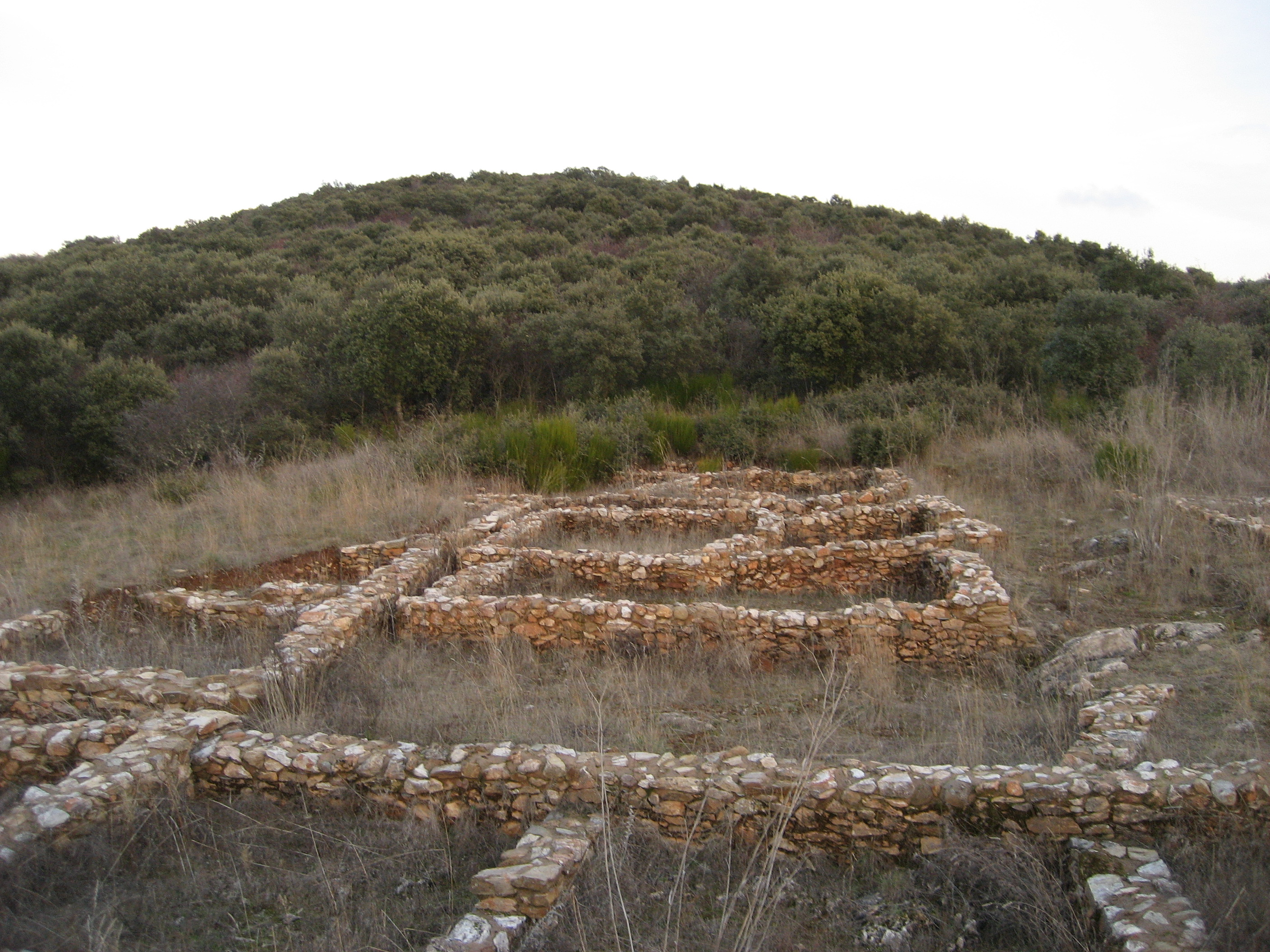
Village d'Orellan à Las Médulas.

Las Médulas fut à l'origine une exploitation romaine d'or à ciel ouvert, même si les peuples indigènes préromains avaient déjà exploité le gisement, lavant les boues et les sables. Les Romains commencèrent très probablement à mener des actions dans la zone à l'époque de l'empereur Auguste, qui a dirigé personnellement la majeure partie des opérations de conquête des peuples du nord de la péninsule Ibérique, entre les années 26 av. J.-C. et 19 av. J.-C.
Il faut rappeler la tragédie du mont Medulio (Mons Medulius), où s'est produit l'holocauste des Cantabres et des Astures, qui ont préféré se donner la mort plutôt que de se rendre. Cependant, la localisation du mont Medulio est toujours l'objet de discussions.
Pline l'Ancien, qui pendant sa jeunesse fut administrateur des mines, relate que l'on extrayait 20 000 livres d'or par an, ce qui, en tenant compte des 250 ans de l'exploitation, ferait 5 000 000 livres d'or, c'est-à-dire 1 635 tonnes. Selon les chiffres du professeur et archéologue Antonio García Bellido, le volume de terres remuées aurait atteint les 500 millions de m3, ce qui, avec un rendement aurifère moyen de 3 grammes par tonne de terre, donne un résultat comparable de 1 500 tonnes d'or.
En ce qui concerne le nombre de travailleurs, Pline parle de 60 000 ouvriers affranchis. Des études modernes, basées sur la terre remuée, parlent de 10 000 ou 20 000 hommes, en comptant les fournisseurs, gardiens, etc. Pline commente dans ses écrits la dureté du travail : « il est moins téméraire de chercher des perles et le pourpre au fond de la mer que de chercher de l'or dans ces terres ».

## Méthode d’extraction
Dans la région aujourd’hui appelée Las Médulas, l’extraction de l’or était facilitée par un ensemble de conditions favorables : c’étaient des terres alluviales avec des pépites d’or ; il y avait également de l’eau en abondance et une pente suffisante pour pouvoir utiliser la force hydraulique ; il y avait enfin des pentes douces du côté de Sil pour les évacuations.
Le système utilisé était celui appelé « ruina montium », consistant en la capture de l’eau existante au moyen de canaux ; on la stockait dans de grands réservoirs pour l’utiliser au moment opportun. Le système hydraulique de Las Médulas est le plus spectaculaire de tous ceux qui nous sont connus, par la quantité d’eau utilisée, la longueur de ses canaux et le grand nombre de leurs ramifications. Actuellement, tout le tracé est connu et il peut être visité en partie en compagnie d’un guide.
Une des nombreuses captures se faisait depuis la face Nord-Est du mont Teleno. À une altitude de 2 000 mètres s’accumulait la neige qui, en fondant, arrivait à la rivière Cabo (affluent du Cabrera), qui à son tour alimentait les sept canaux qui, longeant la montagne, arrivaient aux étangs de l’exploitation. Ces canaux, dont la longueur est estimée à quelque 300 kilomètres, ont une pente comprise entre 0,6 % et 1 %. La largeur est de 1,28 mètre, excepté dans les courbes, où elle est de 1,60 mètre, et la profondeur est de 90 centimètres. La construction de ces canaux, qui pour certaines travées circulent sous la roche en forme de tunnel, fut, par comparaison, le travail le plus difficile et coûteux de l’exploitation.
Ensuite, l’eau des canaux arrivait dans des réservoirs construits en aplanissant et en creusant le terrain. La terre extraite s’accumulait autour, formant des talus. Ces réservoirs disposaient de vannes pour distribuer l’eau.

## Richesses du paysage et de l’environnement
Après l’arrêt de l’exploitation au IIIe siècle, la végétation autochtone s’est à nouveau installée dans le lieu : genêts, chênes, chênes verts et houx. En même temps s’est développée la culture du châtaignier, dont on peut voir aujourd’hui de nombreux exemplaires dans le parc, certains d’entre eux catalogués comme arbres centenaires. Tout cela a conduit à un paysage spectaculaire caractérisé par les formes capricieuses du terrain, formées de sables rougeâtres et parfaitement intégrées à la végétation.
Actuellement, la faune de la zone comprend le sanglier, le chevreuil, le chat sauvage, etc. En ce qui concerne l’avifaune, existent plus de cent espèces, localisées surtout dans le bassin de la rivière Cabrera. Aux environs du lac de Carucedo, dont la tradition dit qu’il s’est formé par la stagnation de l’eau employée pour l’exploitation, croît une variété d’orchidée dont la fleur ressemble à un bourdon pour attirer les insectes et faciliter la pollinisation.
En 1997, l’UNESCO inscrit Las Médulas sur la liste du patrimoine mondial, en incluant la zone principale de la mine d’or et les Estéiles de la Balouta (42° 26′ 51,1″ N, 6° 48′ 45,2″ O), Valdebría (42° 25′ 45,2″ N, 6° 47′ 52,8″ O) et Yeres (42° 25′ 43,7″ N, 6° 46′ 34,1″ O).

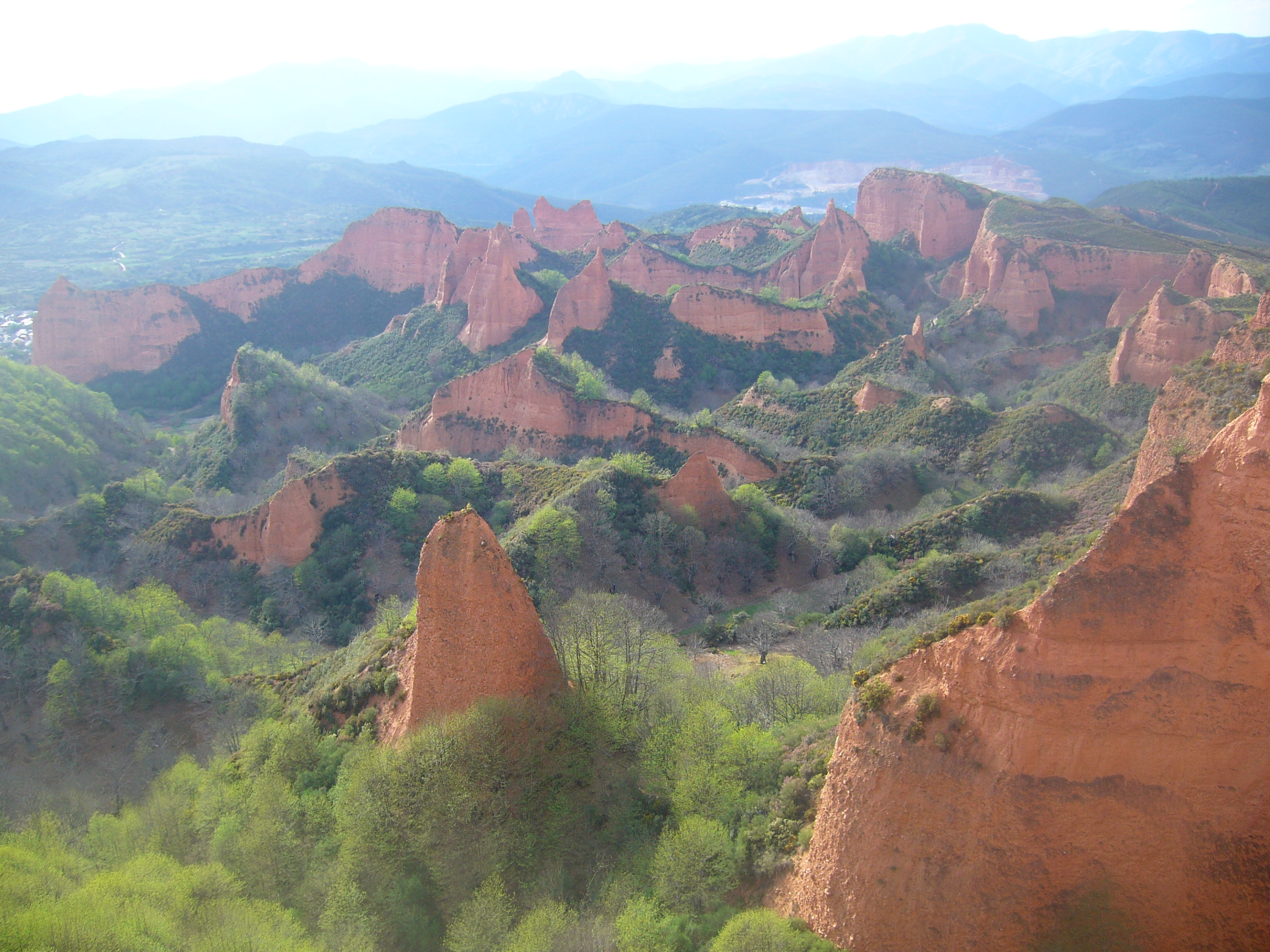
Vue d'ensemble.
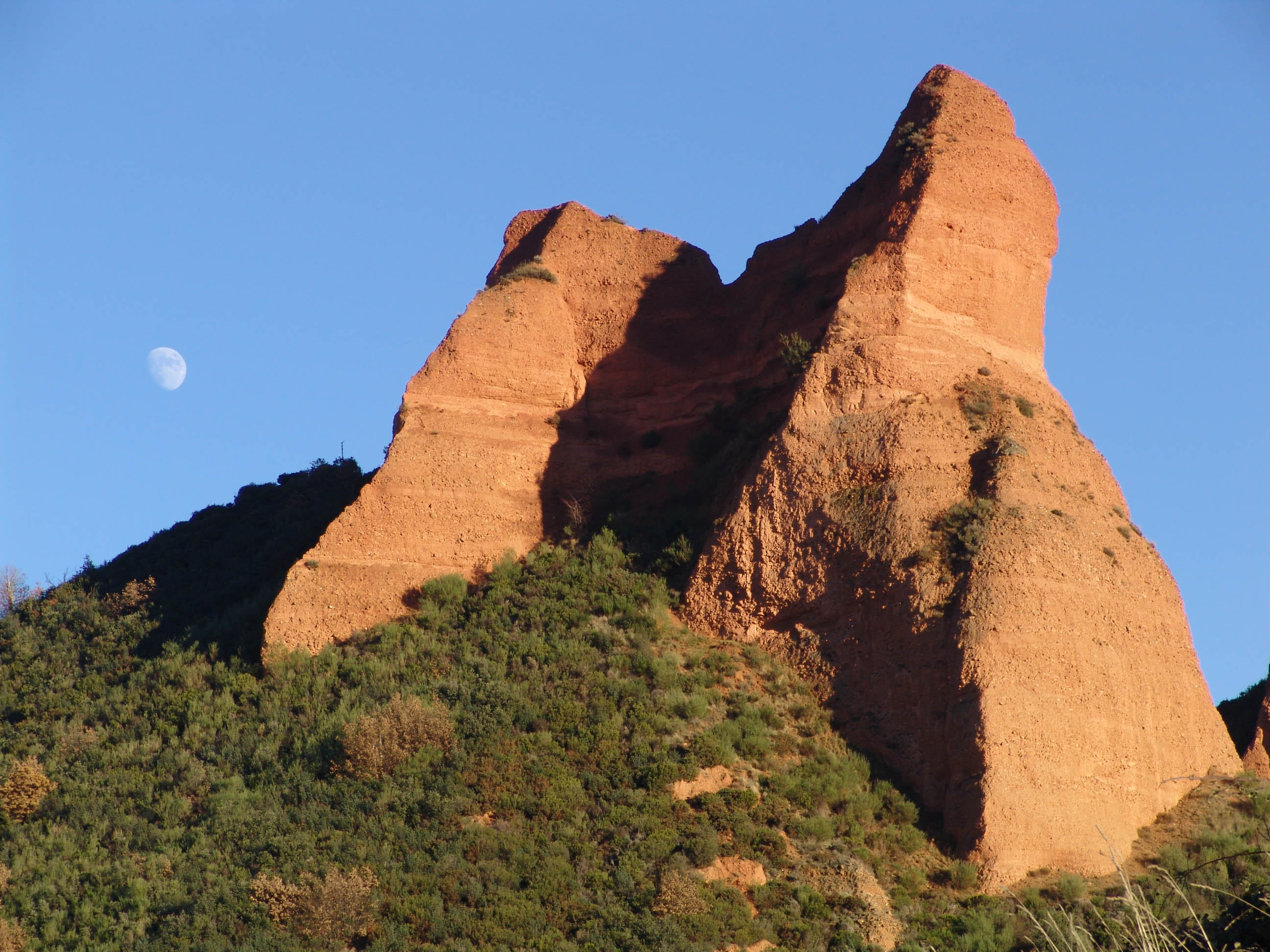
Un des rochers de Las Médulas.
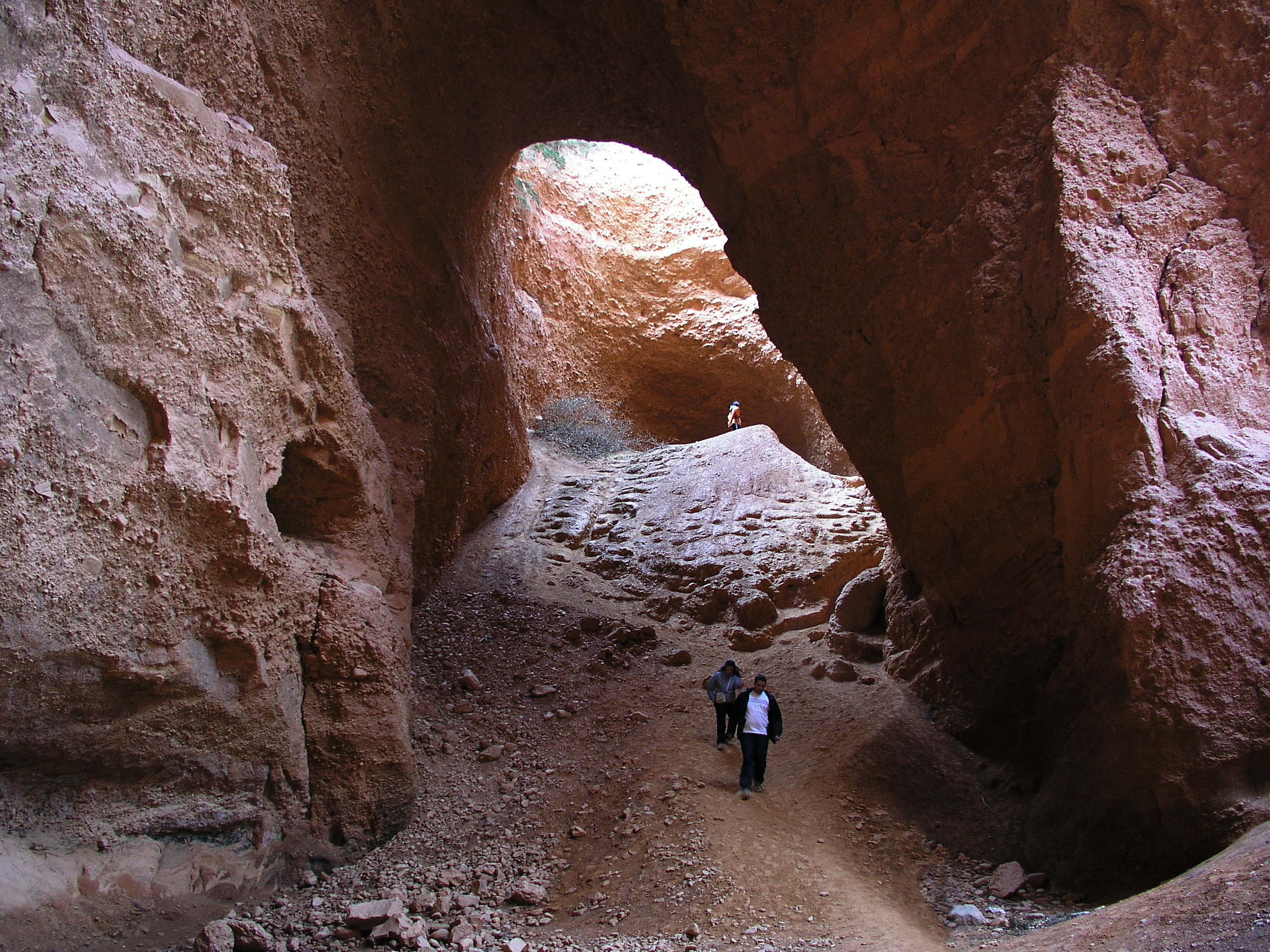
Une des galeries de Las Médulas.
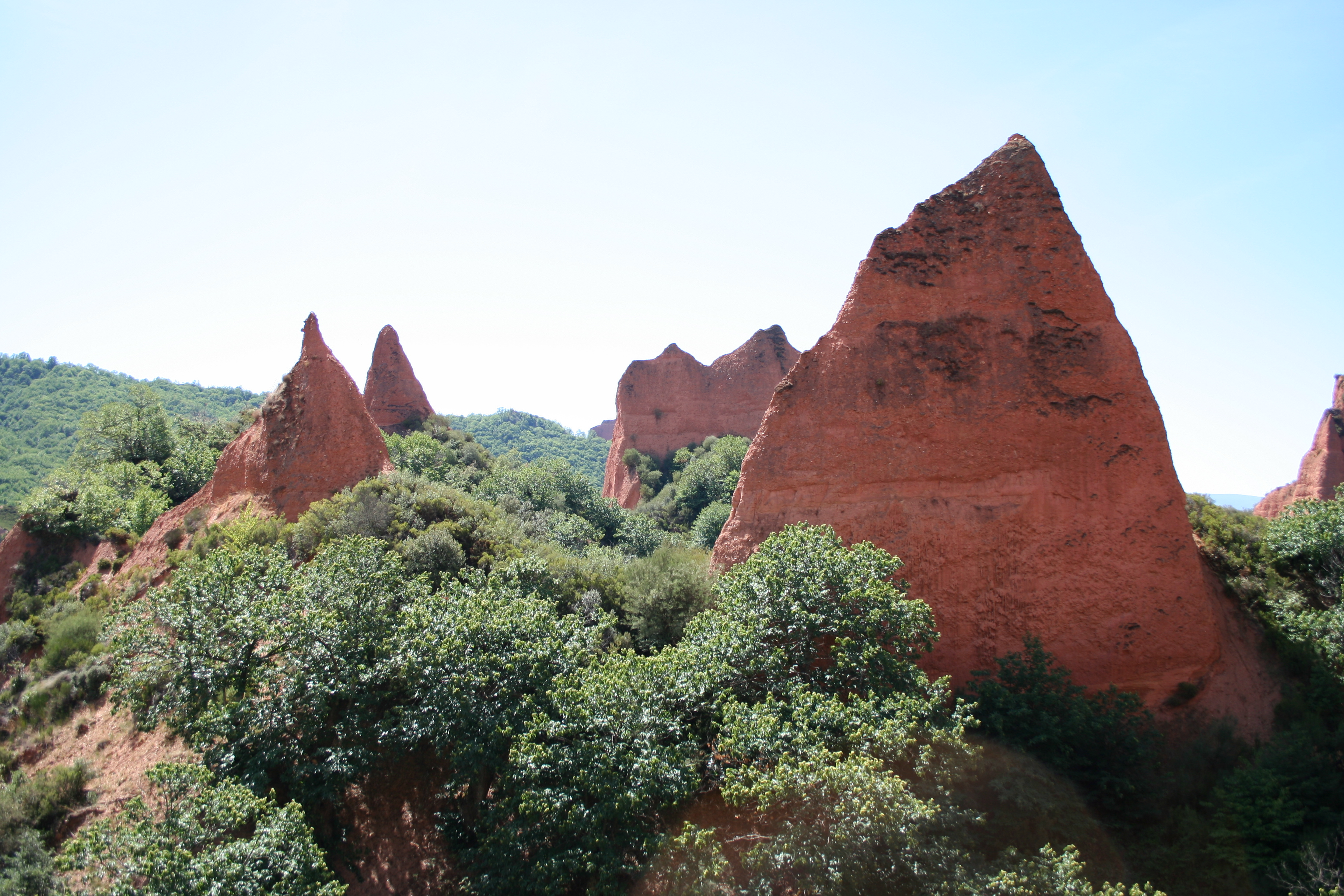
Vue depuis le chemin.
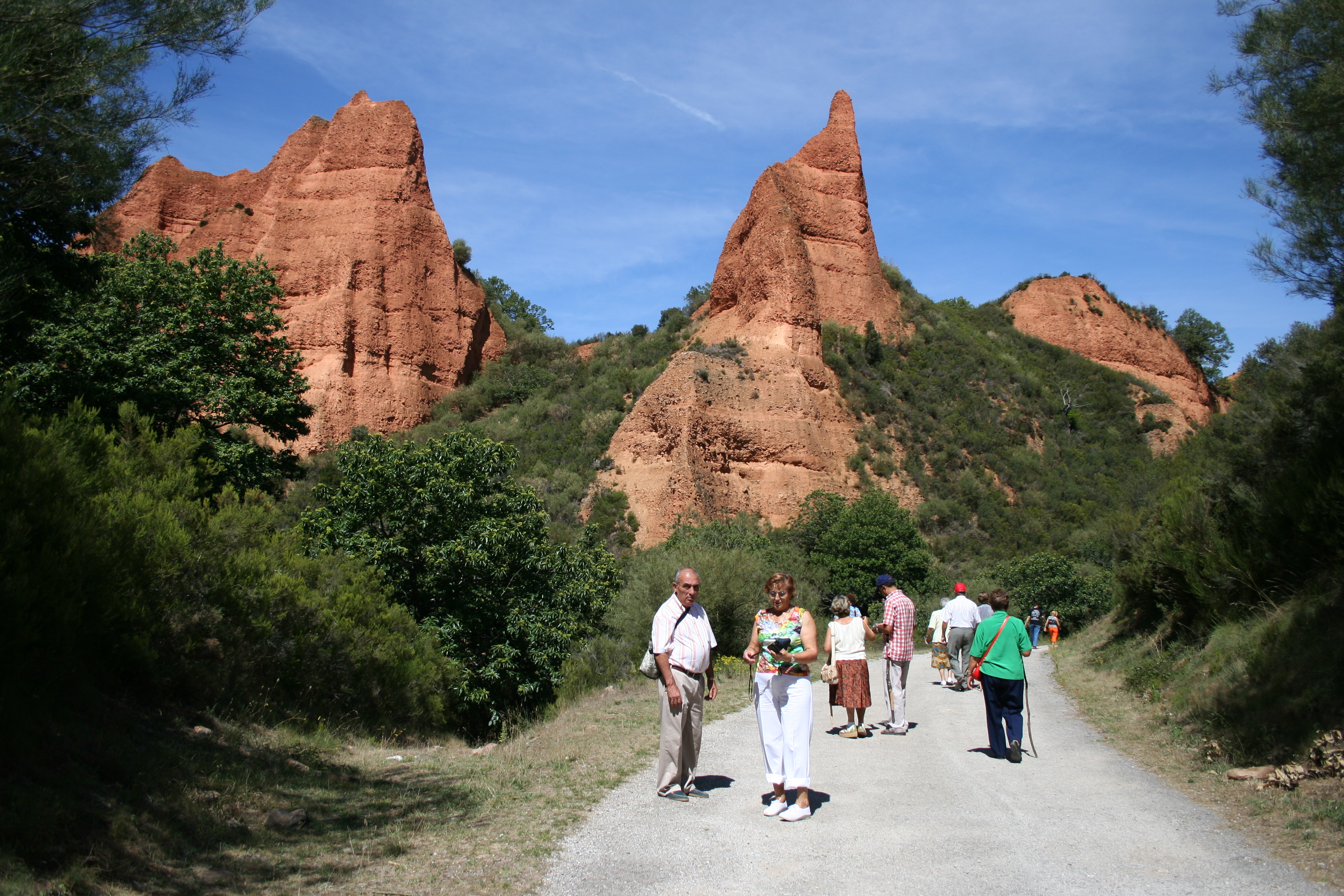
Chemin intérieur.